# 이와노히메노미코토
이와노히메노미코토(磐之媛命, いわのひめのみこと, ?~347년)는 고훈시대의 리추 천황의 어머니이다. 가즈라키노 소쓰히코(葛城襲津彦)의 딸이다.